# سینگر لارن
سینگر لارن (انگلیسی: Singer Laren) یک موزه و سالن کنسرت است که در مرکز لارن هلند واقع شده‌است. این موزه به ارائه و حفظ مجموعه هنرمند آمریکایی ویلیام هنری سینگر (۱۹۶۸–۱۸۶۸) و همسرش آنا اختصاص یافته‌است.